# Sechs Männer aus Stahl
Sechs Männer aus Stahl (Originaltitel: Steel) ist ein US-amerikanischer Spielfilm aus dem Jahr 1979.

## Handlung
„Big Lew“ Cassidy ist ein zielstrebiger wie hemdsärmeliger Bauunternehmer, der gerade dabei ist, in einer Großstadt im Mittleren Westen der USA ein Hochhaus errichten zu lassen. Als es auf der dortigen Baustelle aber zu einem Unfall kommt, kann „Big Lew“ zwar einen der Arbeiter eigenhändig retten, stürzt dabei aber selbst in die Tiefe und stirbt.
Da Cassidys Firma mit der Gebäude-Fertigstellung in Rückstand gerät und bei Nichterfüllung des Bauauftrages droht bankrottzugehen, übernimmt „Big Lews“ Tochter Cass das Unternehmen ihres Vaters – obwohl ihr für Firmenführung und Baubranche Erfahrung und Wissen fehlen. Zudem droht Ungemach, da Lews Bruder Eddie danach trachtet, die Firma seines verstorbenen Anverwandten zu übernehmen … und sei es auch mit illegalen Mitteln.
In ihrer Not wendet sich Cass an den erfahrenen früheren Bauarbeiter Mike Catton, der mittlerweile als LKW-Fahrer arbeitet. Catton, der nach einem Vorfall an Höhenangst leidet und der Baubranche den Rücken gekehrt hat, ist zunächst unschlüssig, willigt dann aber doch ein, Cass’ und Lews Firma zu helfen. Dies unter zwei Bedingungen: zum einen, dass er nicht in für ihn unsicheren Höhen arbeiten muss und sich zweitens ein Team aus speziellen Bauleuten zusammenstellen darf. Für letzteres rekrutiert er einen kleinen Trupp von Spezialisten mit ihren jeweils ganz eigenen Eigen- und Unarten. Gemeinsam gehen sie den eigentlich unmöglichen Auftrag an, innerhalb weniger Wochen das Rohgerüst des Wolkenkratzers mit mehreren noch ausstehenden Stockwerken zu vollenden.
Das Unternehmen scheint in der Folge zu gelingen, wird allerdings immer wieder von (teils tödlichen) weiteren Unfällen sowie Streits der unterschiedlichen Charaktere zurückgeworfen. Zudem leistet Eddie Cassidy seinen „Beitrag“ zur feindlichen Übernahme durch Streikaufwiegelungen, Schmiergeldzahlungen oder ein bewusstes Unterbrechen der Lieferketten für Baumaterialien. Doch Catton und der Rest des Sextetts meistern auch diese Schwierigkeiten, wobei sie – wie Eddie – am Rande der Legalität vorgehen. Zudem überwindet Mike letztlich auch seine Höhenangst. 
Als die Fertigstellungsfrist fast abgelaufen ist und es Catton mit einem raffinierten Schachzug gelingt, die schwer transportablen stählernen Rahmengerüstträger mit Spezial-Hubschraubern anliefern zu lassen, lässt Eddie Cassidy in einem letzten Versuch die Baustelle von seinen Handlangern einnehmen. Allerdings können Cass und die anderen Arbeiter den Ansturm solange aufhalten, bis es Catton und seinen Leuten gelingt, die Stahlträger zu montieren und den Bauauftrag zu vollenden.

## Kritiken
„Actionfilm nach bewährten Hollywoodmustern. […] Ein solide gemachter Film, der in seinen idealisierten Helden den amerikanischen Pioniermythos wiederaufleben lässt.“

## Trivia
- Große Teile des Films wurden auf dem Bauareal der „Kincaid Towers“ in Lexington gedreht, die zu diesem Zeitpunkt gerade errichtet wurden.
- Stuntman A. J. Bakunas, der im Film auch eine kleine Nebenrolle hatte, kam bei den Dreharbeiten ums Leben, als er George Kennedy während Big Lews Todessturz doubelte. Bakunas hatte aus persönlichem Ehrgeiz heraus die Sprunghöhe nochmals erhöht, landete auch zielsicher, doch durch die größere Einschlag-Energie riss das auffangende Luftkissen.
- Hauptdarsteller Lee Majors fungierte als Mitproduzent des Films und beteiligte sich mit einer Million Dollar Eigenkapital an der Produktion. An der einige Jahre später entstandenen Fernsehserie Ein Colt für alle Fälle wirkte Majors ebenfalls als Hauptdarsteller und Produzent mit – und etliche seiner Co-Stars aus dem Film wie Terry Kiser, Richard Lynch und Robert Tessier spielten dort verschiedene Nebenrollen.
- Lee Majors und Terry Kiser standen vier Jahre später in Starflight One – Irrflug ins Weltall wieder gemeinsam vor der Kamera.
- Ursprünglich sollte Dennis Quaid eine Rolle im Film übernehmen, musste allerdings wegen paralleler Dreharbeiten zu Vier irre Typen – Wir schaffen alle, uns schafft keiner absagen.
- In der deutschen Fassung des Filmes wurde Lee Majors von Wolfgang Hess statt von seinem späteren langjährigen Sprecher Hans-Werner Bussinger synchronisiert. Der übernahm die Vertonung des von Harris Yulin verkörperten Charakters Eddie Cassidy.